# Точка Макберні
Точка Макберні (англ. McBurney's point) — назва точки у правій половині живота, яка знаходиться на одній третині відстані від передньої верхньої ості клубової кістки до пупка. Це точка найпоширенішого розташування апендикса, де він прикріплюється до сліпої кишки. Перевіряти в цій точці подразнення очеревини, яке виникає при гострому апендициті, рекомендується під час фізикального обстеження першочергово при підозрі на цю хворобу.

## Етимологія
Точка названа на честь американського хірурга Чарльза Макберні (Charles McBurney), який першим описав її.

## Клінічне значення
Специфічна локалізація болю в точці Макберні вказує на те, що запалення більше не обмежується просвітом кишки, а подразнює слизову оболонку очеревини в місці контакту очеревини з червоподібним відростком. Болючість у точці Макберні свідчить про еволюцію гострого апендициту до пізнішої стадії, а отже, підвищену ймовірність розриву апендикса. Інші процеси у черевній порожнини також іноді можуть спричинити болючість у цій точці.
Ця болючість у точці є дуже корисною для діагностики, проте не є ані необхідною, ані достатньою для встановлення діагнозу гострого апендициту.
Анатомічне положення апендикса дуже варіабельне (наприклад, ретроцекально, позаду сліпої кишки), що також обмежує використання цього, оскільки багато випадків апендициту не призводять до болючості в точці Макберні. У більшості апендектомій із розтином черевної стінки (на відміну від лапароскопічних апендектомій) розріз робиться в точці Макберні.
Гематому навколо черевного відділу аорти можна лікувати хірургічним шляхом, розрізом між точкою Макберні та нижніми міжреберними проміжками.
Точка Макберні може бути корисним місцем для введення катетера для перитонеального діалізу.